# Hendrik VII van Waldeck-Waldeck
Hendrik VII van Waldeck-Waldeck († na 30 april 1442) was graaf van Waldeck-Waldeck. Hij was meervoudig ambtman voor het keurvorstendom Mainz in Opper- en Neder-Hessen. Hij was een krijgszuchtig heer. In 1400 was hij betrokken bij de moord op de koningskandidaat Frederik van Brunswijk-Wolfenbüttel.

## Biografie
Hendrik was de tweede zoon van graaf Hendrik VI van Waldeck en Elisabeth van Berg en Ravensberg. Hij ondernam nog tijdens de regering van zijn vader een veldtocht tegen het prinsbisdom Paderborn en verwoestte de burcht en de stad Blankenrode. Hij werd in 1395 door Johan I van Hoya, bisschop van Paderborn, gestopt en moest zweren zijn vijandschap tegen Paderborn voor eeuwig op te geven. Met zijn vader moest Hendrik hun deel van de burcht en de stad Liebenau alsmede de hof Sternberg aan Paderborn afstaan.

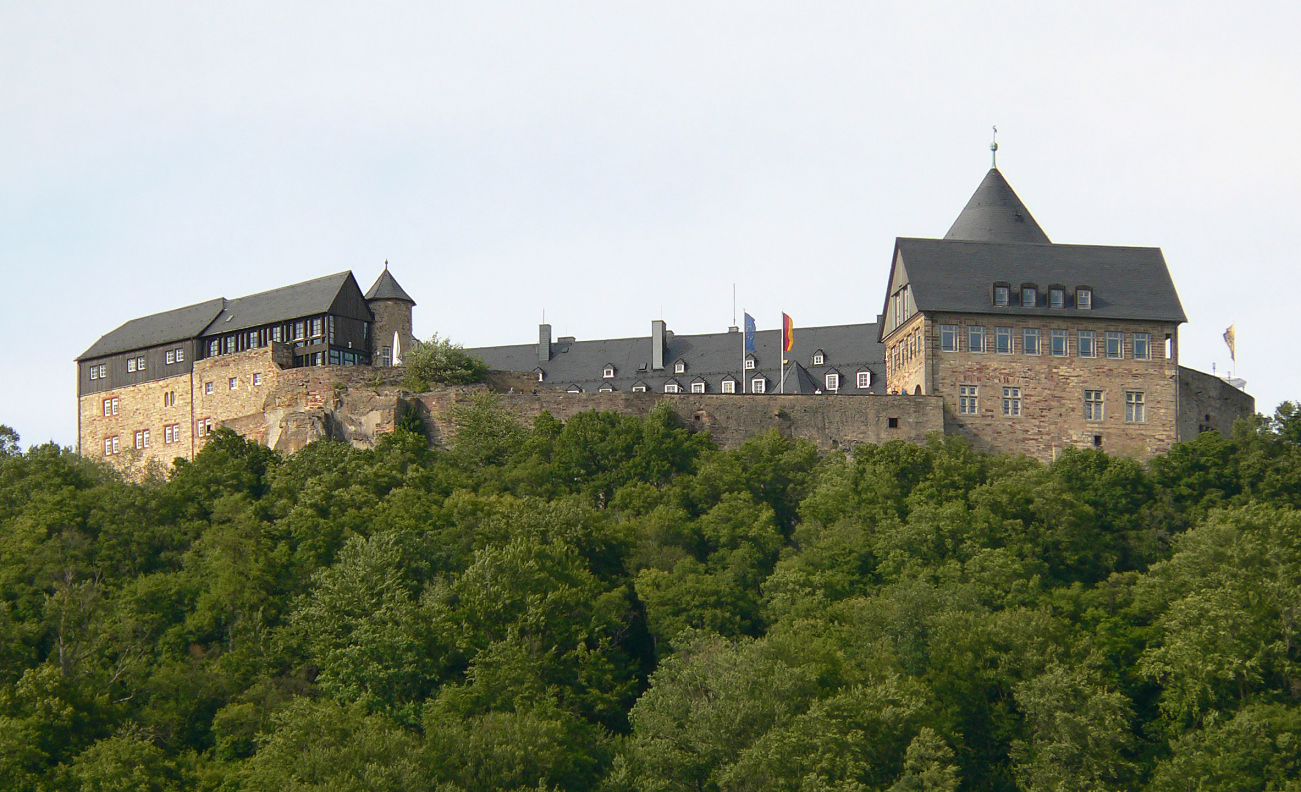
Slot Waldeck

Na de dood van hun vader deelden Hendrik en zijn oudere broer Adolf III het graafschap Waldeck; Adolf verkreeg Landau en Hendrik verkreeg Waldeck. Daarmee werd het graafschap Waldeck verdeeld in de graafschappen Waldeck-Landau en Waldeck-Waldeck. Hendrik resideerde sindsdien op Slot Waldeck.
Hendrik huwde op 27 augustus 1398 met Margaretha van Nassau-Wiesbaden-Idstein († na 1432), dochter van Walram IV van Nassau-Wiesbaden-Idstein en Bertha van Westerburg. Uit dit huwelijk werden drie kinderen geboren: zoon Wolraad en de dochters Elisabeth en Margaretha.
Hendrik werd op 16 november 1399 door Johan II van Nassau-Wiesbaden-Idstein, de aartsbisschop en keurvorst van Mainz, en oom van zijn echtgenote, benoemd tot hoofdambtman en landvoogd van de Mainzer ambten Fritzlar, Hofgeismar, Battenberg, Rosenthal, Elenhog en Wetter. Dit ambt verloor hij tijdelijk in 1404, maar kreeg het in 1406, althans tijdelijk, terug.
Door de verkrijging van dit ambt scheen het Hendrik dat zijn macht groot genoeg was om het bondgenootschap van zijn huis met het landgraafschap Hessen op te zeggen. Rond pinksteren 1400 trok hij met een sterk leger naar Kassel, waarbij hij weliswaar niets tegen de stad zelf kon uitrichten, maar meerdere dorpen in de omgeving in brand gestoken werden. Korte tijd later, op 5 juni 1400, overviel Hendrik met zijn mannen, waaronder Frederik III van Hertingshausen en Koenraad van Falkenberg, bij Kleinenglis, ten zuiden van Fritzlar, hertog Frederik I van Brunswijk-Wolfenbüttel, die in een heftig gevecht gedood werd. Hertog Frederik, die net van de vorstendag in Frankfurt am Main terugkwam, had een goede kans op de opvolging na de geplande afzetting van rooms-koning Wenceslaus. Aartsbisschop Johan II van Mainz steunde echter paltsgraaf Ruprecht. Hoewel Ruprecht na zijn verkiezing tot koning de zaak liet onderzoeken, werd Hendrik, als boetedoening voor de moord op de hertog, alleen verplicht om een altaar met een eeuwige zielenmis in de Sint Pieterskerk te Fritzlar te doneren. In de op de moord volgende strijd tussen Brunswijk-Wolfenbüttel en Hessen tegen Mainz bleef Hendrik buiten schot. De betrekkingen met het landgraafschap Hessen werden in 1402 tijdelijk genormaliseerd, en Hendrik trad voor Hessen zelfs als bemiddelaar op.
Hendrik werd in 1410 opnieuw hoofdambtman van Mainz in Opper- en Neder-Hessen. Hij viel in 1412 Hessisch gebied binnen en plunderde en verwoestte de stad Kirchhain. Daarmee joeg hij echter niet alleen landgraaf Herman II van Hessen en diens zoon Lodewijk I, maar ook aartsbisschop Johan II van Mainz tegen zich in het harnas. Zij verklaarden in 1413 in dat zij Hendrik acht jaar lang geen ambt zouden laten bekleden, geen dienst zouden overdragen en geen bijstand zouden verlenen.
Hendrik voerde talrijke vetes met naburige adellijke families, waaronder met de familie Padberg en ridderbond Bengler. De Padbergse Vete duurde van 1413 tot 1418.
Hendrik kwam door de opzegging van het bondgenootschap van Waldeck met Hessen in conflict met zijn broer Adolf, omdat de landgraaf van Hessen bij zijn invallen in Waldeck geen onderscheid maakte tussen de gebieden van Hendrik en Adolf. Het conflict werd pas in 1421 opgelost met een overeenkomst waarbij de broers elkaar beloofden niet zonder wetenschap van de ander landsdelen te verkopen of te verpanden, dat alle documenten in het archief op Slot Waldeck bewaard zouden worden, en dat alle openvallende lenen aan beide gezamenlijk zouden komen. Eveneens zouden de geestelijke beneficiën door beiden vergeven worden. De burchtmannen en raden zouden eventuele conflicten moeten onderzoeken en beslechten. In de daaropvolgende jaren werd het verdrag vernieuwd en gepreciseerd.
Hendrik sloot in 1420 een verbond voor het leven met landgraaf Lodewijk I van Hessen en verpandde in 1424 samen met zijn zoon Wolraad de helft van hun graafschap voor 22.000 gulden voor het leven aan de landgraaf. De landgraaf betaalde Hendrik de som terug en ontving ook de passende huldigingen van de burcht- en leenmannen, burgers en boeren. Doch na interventie van Koenraad III van Dhaun, aartsbisschop en keurvorst van Mainz, en Dietrich II van Meurs, aartsbisschop en keurvorst van Keulen en regent van het bisdom Paderborn, herriepen Hendrik en Wolraad in 1426 het verdrag – waarbij ze zich beriepen op een vermeende door de aartsbisschop van Mainz eerder gedane toezegging –, verpandden de helft van hun land in plaats daarvan voor 18.000 gulden aan de aartsbisschop van Mainz, en stelden hun burchten open voor hem en de aartsbisschop van Keulen. Dit was een van de twee aanleidingen van de Mainzer-Hessische oorlog van 1427. Aartsbisschop Koenraad III bood de landgraaf nog wel aan hem de aan Waldeck betaalde pandsom van 22.000 gulden terug te betalen, maar Lodewijk sloeg dat aanbod af. Aan deze oorlog, die officieel op 21 juli begon met de oorlogsverklaring van de aartsbisschop, namen Hendrik en Wolraad actief aan de zijde van Mainz deel. Na de nederlaag van Mainz en het sluiten van de vrede in december 1427 gaf de landgraaf zijn pand tegen terugbetaling van de pandsom terug. De landgraaf van Hessen beslechtte de eeuwenlange strijd om de heerschappij van verschillende gebieden in Hessen in zijn voordeel. In 1438 was Hendrik gedwongen zijn deel van het graafschap Waldeck in leen aan de landgraaf op te dragen. Hij volgde daarmee het voorbeeld van zijn neef Otto III van Waldeck-Landau.